# Nemanja Kuzmanović
Nemanja Kuzmanović (in serbo Немања Кузмановић?; Plav, 27 maggio 1989) è un calciatore serbo, attaccante del Vítkovice.

## Carriera
Il 2 gennaio 2019 viene acquistato a titolo definitivo per 310.000 euro dalla squadra ceca del Baník Ostrava.